# Arnouville-lès-Mantes
Arnouville-lès-Mantes ist eine französische Gemeinde mit 940 Einwohnern (Stand: 1. Januar 2022) im Département Yvelines in der Region Île-de-France. Sie gehört zum Arrondissement Mantes-la-Jolie und zum Kanton Bonnières-sur-Seine (bis 2015: Kanton Guerville). Die Einwohner werden Arnouvillois genannt.

## Geographie
Arnouville-lès-Mantes liegt etwa 44 Kilometer östlich von Paris. Umgeben wird Arnouville-lès-Mantes von den Nachbargemeinden Breuil-Bois-Robert im Norden, Guerville im Norden und Nordosten, Boinville-en-Mantois im Nordosten, Goussonville im Osten, Hargeville im Südosten, Saint-Martin-des-Champs im Süden, Septeuil im Südwesten, Rosay im Westen sowie Villette im Westen und Nordwesten.

## Bevölkerungsentwicklung
| Jahr                      | 1962 | 1968 | 1975 | 1982 | 1990 | 1999 | 2006 | 2013 |
| Einwohner                 | 469  | 450  | 508  | 551  | 699  | 742  | 794  | 900  |
| Quelle: Cassini und INSEE |      |      |      |      |      |      |      |      |

## Sehenswürdigkeiten
- Kirche Saint-Aignan aus dem 12. Jahrhundert

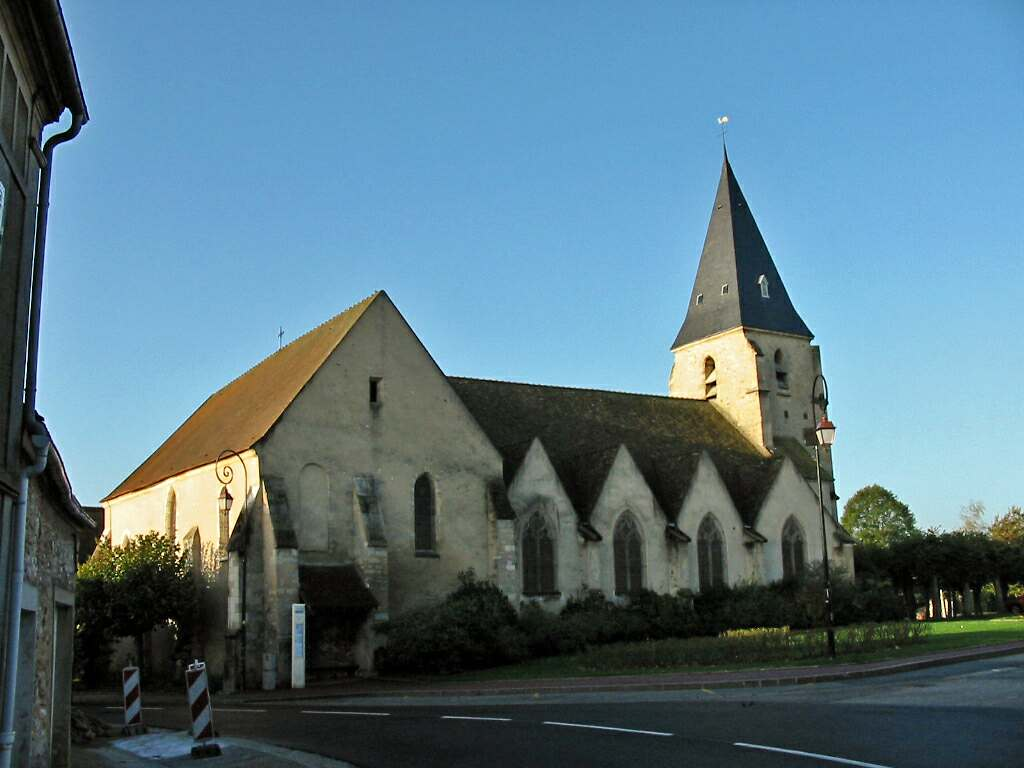
Kirche Saint-Aignan

- Kapellenruine Saint-Léonard
- Burgruine Souville
- Schloss Binanville
- Herrenhaus Le Plessis